# Шарсан
Шарсан (фр. Charcenne) насеље је и општина у источној Француској у региону Франш-Конте, у департману Горња Саона која припада префектури Везул.
По подацима из 2011. године у општини је живело 332 становника, а густина насељености је износила 46,37 становника/km². Општина се простире на површини од 7,16 km². Налази се на средњој надморској висини од nc метара (максималној 351 m, а минималној 214 m).

## Демографија
| 1962. | 1968. | 1975. | 1982. | 1990. | 1999. | 2011. |
| ----- | ----- | ----- | ----- | ----- | ----- | ----- |
| 258   | 266   | 262   | 292   | 267   | 329   | 332   |

График промене броја становника у току последњих година